# 阿爾方特 (印第安納州)
阿爾方特（英語：Alfont）是位於美國印地安納州麥迪遜縣的一個非建制地區。該地的面積和人口皆未知。